# Пермеевское сельское поселение
Пермеевское се́льское поселе́ние — упразднённое муниципальное образование в Ичалковском районе Мордовии Российской Федерации.
Административный центр — село Пермеево.

## История
Статус и границы сельского поселения установлены Законом Республики Мордовия от 1 декабря 2004 года № 98-З «Об установлении границ муниципальных образований Ичалковского муниципального района, Ичалковского муниципального района и наделении их статусом сельского поселения и муниципального района».
Законом от 17 мая 2018 года N 42-З Пермеевское сельское поселение и сельсовет были упразднены, а входившие в их состав населённые пункты были включены в состав Лобаскинского сельского поселения и сельсовета с административным центром в селе Лобаски.

## Население
| 2002 | 2010 | 2012 | 2013 | 2014 | 2015 | 2016 |
| ---- | ---- | ---- | ---- | ---- | ---- | ---- |
| 589  | ↘441 | ↘423 | ↘414 | ↘391 | ↘381 | ↘375 |
| 2017 | 2018 | 2019 |      |      |      |      |
| ↘371 | ↘364 | ↘343 |      |      |      |      |

## Состав сельского поселения
| № | Населённый пункт  | Тип населённого пункта       | Население |
| - | ----------------- | ---------------------------- | --------- |
| 1 | Большая Пестровка | село                         | ↘111      |
| 2 | Большие Осинки    | деревня                      | ↘14       |
| 3 | Пермеево          | село, административный центр | ↘303      |
| 4 | Репьевка          | деревня                      | ↘13       |